# عداد سرعة جوية

عداد السرعة الجوية

مؤشر السرعة الجوية أو عداد السرعة الجوية هو جهاز يستخدم بالطائرة يظهر فيه السرعة الجوية للطائرة وتكون الوحدة بالعقدة.

## العلامات

### الطائرات الخفيفة

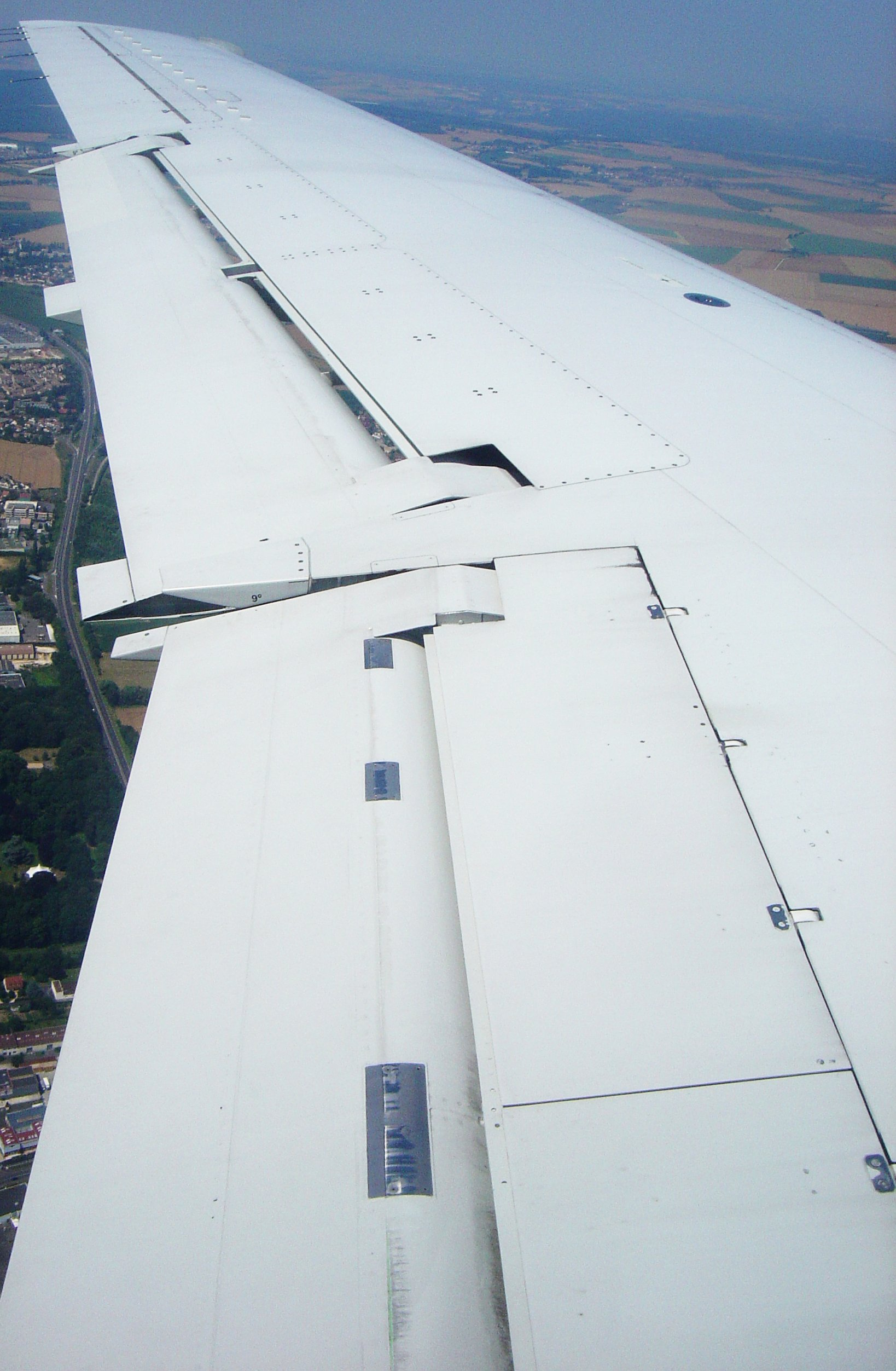
الجنيحات بحالة تمدد عند الهبوط أو الإقلاع فقط

علامات مؤشر السرعة تستخدم قاعدة ألوان وخطوط بواجهة العداد. اللون الأبيض هو للمدى الطبيعي لسرعة الطائرة بحالة الهبوط أو الإقلاع الطبيعي حيث الجنيحات Flaps تتمدد. أما اللون الأخضر فهو لسرعة الطيران بحيث الجنيح يعود لوضعه الطبيعي. اما اللون الأصفر فهو لسرعة تكون فيها الطائرة بحالة الطيران الطبيعي وبعد ذلك يجب الحيطة لتجنب أي حركة مفاجئة تؤثر على سيطرة الطائرة.

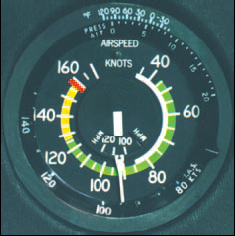
مؤشر سرعة يبدأ القراءة من الصفر وحتى السرعة القصوى وهي 160 عقدة, وتبدو الألوان واضحة والسرعة الآن هي 90 عقدة حسب قراءة المؤشر

الخط الأحمر يشير إلى VNE ومعناها عدم تعدى تلك السرعة، وهي أقصى ماتكون من سرعة آمنة للطائرة ولا يجب زيادتها تحت أي ظرف من الظروف. تأتي عادة بعد اللون الأصفر وهو لون التنبيه للسرعة وتكون تلك السرعة تحت مسمى VNO وتعني السرعة القصوى للطيران التي يتحملها الهيكل إلى السرعة VNE. الخط الأخضر يعني الطيران ما بين VS1 وVS1. VNO تعني سرعة السقوط عندما يكون الجنيح وعجلات الهبوط بوضع الانكماش (داخل جسم الطائرة). اللون الأبيض يكون من VSO إلى VFE. VSO يعني ادني سرعة تستطيع الطائرة المحافظة على اقلاعها وتكون الجنيحات ممتدة للمساعدة على الطيران. أما VFE فهو أقصى سرعة بحيث تكون الجنيحات ممتدة خارج الجناح. عند الطئرات متعددة المحركات يوضع خط أحمر عند بداية منحنى الأخضر وهو ل Vmc ويعني الإشارة الأدنى للسرعة الجوية بحيث يمكن للمحركات السيطرة على الطائرة.

## الطائرات الكبيرة
مؤشر السرعة مهم جدا لمراقبة سرعة كفاءة الطائرة التي تسمى V-speeds خلال الطيران، ولكن بالطائرات الكبيرة، تلك السرعة V-speeds تتغير بشكل كبير حسب ارتفاع أرض المطار والحرارة ووزن الطائرة، لذلك فالألوان الموجودة بمؤشر الطائرات الصغيرة لاتستخدم هنا فيستعاض بها بأبر متحركة موجودة بأطراف العداد وتسمى بالبق bugs فيحركها الطيار حسب مايراه من ظروف لسرعة الكفاءة بدلا من الألوان.
الطائرات النفاثة ليس لديها VNO ولا VNE كمثل الطائرات ذات محرك البستون، ولكن لديها بدلا من ذلك VMO وهو سرعة المؤشر التشغيلية القصوى (maximum operating IAS) ورقم الماخ القصوى MMO. ولمراقبة تلك الحدود يحتاج طيار الطائرة النفاثة إلى مؤشر السرعة الجوية وعداد رقم الماخ وكل له خطوطه الحمراء الخاصة به. وفي بعض الطائرات النفاثة يكون العدادين متحدين بجهاز واحد يحتوي على مؤشرين، أحدهما للماخ والآخر للسرعة الجوية المبينة.